# 78383 Philmassey
78383 Philmassey è un asteroide della fascia principale. Scoperto nel 2002, presenta un'orbita caratterizzata da un semiasse maggiore pari a 2,7064811 UA e da un'eccentricità di 0,0643738, inclinata di 5,16865° rispetto all'eclittica.